# Качесов, Дмитрий Олегович
Дмитрий Олегович Качесов (род. 15 июля 1987, Барнаул) — российский хоккеист, нападающий. Мастер спорта России.

## Биография
Как и младший брат Олег, сын хоккеиста Олега Качесова. Воспитанник барнаульского «Мотора». Выступал за команды «Омские ястребы» (2003/04 — 1 матч), «Сибирь-2» (2004/05), «Газовик» Тюмень (2005/06 — 2008/09), «Авангард-2» Омск и «Инквой» Советский (2008/09), «Кристалл» Бердск (2009/10), «Спутник» Нижний Тагил (2009/10 — 2011/12), «Титан» Клин (2011/12), «Кристалл» Саратов (2012/13), «Алматы» (26 матчей в чемпионате Казахстана-2012/13), «Ростов» (2013/14).
Серебряный призёр хоккейного турнира зимней Универсиады 2007 года.
Окончил Сибирский государственный университет физической культуры и спорта (специалист по физической культуре и спорту, 2008).
Детский тренер в ХК «Йети» (Великий Новгород, 2015—2018). Тренер омских команд 2013 года рождения «Авангард-2», «Омские ястребы», «Омские крылья» (2022—2023). С января 2014 года — тренер в школе «СКА Петергоф».